# Autobahn Jining–Arun-Banner
Die Autobahn Jining–Arun-Banner oder Ji'a-Autobahn (chinesisch 集阿高速公路, Pinyin Jì'à gāosù gōnglù, englisch Ji'a Expressway), chin. Abk. G5511, ist eine geplante regionale Autobahn in der Inneren Mongolei im Nordosten Chinas. Die 1.360 km lange Autobahn beginnt im Arun-Banner und führt in südwestlicher Richtung nach Jining, wo sie in die Autobahn G55 mündet.